# 人材開発
人材開発（じんざいかいはつ、英: Human Resource Development）とは、組織等が個人に対して知識やスキルなどを様々な形で身につけるよう促し、当該人材のパフォーマンスを向上させること。ただし、トレーニング、人材育成、能力開発、教育訓練、人材開発、キャリア開発などの概念との区別や相互の関連は必ずしも明確ではない。

## 定義
人材開発は英語のHuman Resource DevelopmentにあたりHRDと略される。HRDの定義も論者によって異なり、一義的で明確な定義はないとする論者もある。HRDを明確に定義してしまうと分野の進化や成果の向上の制約になる一方、何らかの定義は必要とし定義を行う試みもある。

## 人材開発を事業を手掛ける企業や組織の例
- 株式会社企業内大学協会
- 日産人材開発センター
- 日本マンパワー ... 主に人材開発などを行っている会社
- 住金マネジメント株式会社人材開発センター
- キヤノンビジネスサポート ... バックオフィス業務処理事業ならびに人材開発・人材派遣を手掛けるアウトソーシング企業である。人材開発事業：ビジネススキル研修やキヤノン製品知識研修、など
- ワタミ#教育事業
- 学生援護会 ... 雇用情報（アルバイト情報）事業、採用支援事業、人材開発事業なども
- アイデム ... 株式会社人材開発
- BCA (制作会社) ... :人材開発・人材育成・人材派遣業務
- 日本経営協会 ... 経営の効率化を目指すために情報化の普及と推進事業および人材開発と育成事業を展開
- エイベックス・プランニング&デベロップメント ... レコード会社・エイベックスの人材開発事業・店舗開発事業会社
- 日本ヘルス・インダストリー ... 人材開発
- NEXCO中日本サービス（中日本高速道路の業務に付随する、不動産事業・人材派遣事業・社屋管理等事業・お客様相談窓口関連事業・研修人材開発事業及び売店事業を行う企業）
- エディフィストラーニング ... IT分野および経営マネジメントに関する人材開発事業を手掛ける
- 創造性の育成塾 ... 山梨県富士吉田市にある、人材開発センター富士研修所で初の夏季合宿を
- 工業所有権協力センター ... 人材開発センターや人材開発部も
- JAIMS ... ビジネスリーダーの育成を通じて、アジア太平洋地域の人材開発と経済発展への貢献、異文化に対する理解による国際交流
- アソウ・ヒューマニーセンター ... 人事コンサルティング事業(人事制度構築・人材開発・教育)
- 三重県人材開発センター
- モンゴル日本センター ... モンゴルの市場経済発展を目的として設立された人材開発センター
- 公益財団法人国際人財開発機構 ... コンピテンシー・マネジメントを活用した人材育成を実施
- 国際人材開発協会訓練センター（職業訓練法人国際人材開発協会）
- 国際人材開発協会訓練センター
- さいたま人材開発センター
- パッション・ピープル・ポット人材開発センター (愛知県)
- 地域人材開発センターまなびっく（社団法人桧山地域人材開発センター運営協会が運営する認定職業訓練、江差町
- 彩の国さいたま人づくり広域連合自治人材開発センター
- コアネット ... 組織・人材開発・人事制度改革支援　組織力の向上や教職員の育成等
- 中部電力人財開発センター
- ショーワグローブ ... 2005年 人材開発センター開設
- 国際協力機構 ... 開発途上国の人材開発、組織強化などを目的としている
- 有限責任中間法人人材開発協会 ... キャリア・カウンセラー養成講座修了者にカウンセラーを認定
- 山梨県中小企業人材開発センター（山梨地域職業訓練センター）
- 内田洋行#ウチダ人材開発センタ
- 東芝エレベータ人材開発センター（神奈川県横浜市都筑区）
- 栄光ゼミナール 株式会社エデュケーショナルネットワーク人材開発事業部
- アステラス製薬 ... アステラス人材開発サポート

## 組織の例
- タイ国際開発協力機構 人材開発国際協力局
- タイ工業連盟 ... 人材開発研究所
- 堺市役所人材開発部（人材開発課）
- 財団法人人材開発センター
- コロンビア陸軍人材開発本部
- 大阪市水道局 ... 人事・人材開発担当
- 在日フランス商工会議所#人材開発部
- ジェイアール東日本企画人材開発部が中心
- 埼玉県企業局人材開発担当
- 名古屋市役所 人材開発室
- 大韓民国国土海洋部 ... 国土海洋人材開発院

## 大学等
- 仁川大学校 ... 創意人材開発学科
- 全南大学校 ... 総合人材開発センター
- 成均館大学校 ... 人材開発学科東アジア学科
- 摂南大学 ... 人材開発コース
- キルギス国立大学 ... 人材開発センター
- ラドフォード大学 ... 教育・人材開発学部（College of Education and Human Development）
- 長岡大学 ... 平成18年度現代GPに選定された「産学融合型専門人材開発プログラム」を全学的に推進
- 南台科技大学 ... **技術教育人材開発研究所
- 明治大学 地域産業人材開発研究センター
- 岐阜県立国際たくみアカデミー 人材開発センターを附設
- 産業技術短期大学 ... 「短期間」の教育のため、学園の付属機関として、人材開発センターを設立。
- インドの教育 ... インド政府人材開発相を座長とする各州教育相の全国会議の開催インドにおいては、人材開発省の指導により、高等教育の整備が強力に促進されている
- 企業内学校
- 経国管理曁健康学院 ... 人材開発学科

## 関連人物
- 李寧煕（イヨンヒ） ... 韓国の製鉄メーカー・POSCOの人材開発院の教授で、児童文学者でもある
- 平林久和 ... 執筆、テレビゲーム関連企業向けのアドバイザー業務、人材開発プログラムの開発、各種講演活動などを行っている
- ツェリン・トブゲ ... 国後は教育省や労働省で官僚としての経歴を積み、主に人材開発分野での活動が目立つ
- 清野智 ... 人材開発部長（1997年まで）
- ジョー・ナックスホール ... 伝記の売り上げの一部は、2003年に設立された人材開発プログラムに贈られている
- 塚本隆史 ... 務執行役員・リスク管理グループ長兼人事グループ長兼人材開発室長
- 宮島敏 ... 学園主任指導員、川崎市高齢社会福祉総合センター人材開発研修センター学務主任
- 中野民夫 ... 人材開発を経てコーポレート・コミュニケーション分野で
- 宮原諄二 ... 戦略人材開発研究所アドバイザリー
- 長田裕之 (実業家)
- 遠藤誉 ... 中国国務院西部開発弁公室人材開発法規組人材開発顧問。内閣府総合科学技術会議専門委員など
- 高倉成男 ... 独立行政法人工業所有権情報・研修館人材開発統括監も
- 鵜養幸雄 ... JICA招聘研修員研修講師、研修講師、宮城県人事院会研修講師など
- 福谷正信 ... 「アジア企業の人材開発」 学文社, 2008年
- 中上晶子 ... 津田塾大学英文科卒業後、サントリー・人材開発部研修課社内教育に従事
- 菊谷知樹 ... 人材開発 ラジオCM
- 松本育夫 ... マツダの人材開発担当も